# Eduardo Augusto Moscoso
Eduardo Augusto Moscoso (Rio de Janeiro, 18 de novembro de 1863 – Rio de Janeiro, 2 de julho de 1942) foi um médico brasileiro.
Foi eleito membro da Academia Nacional de Medicina em 1905.